# Lower Manaton

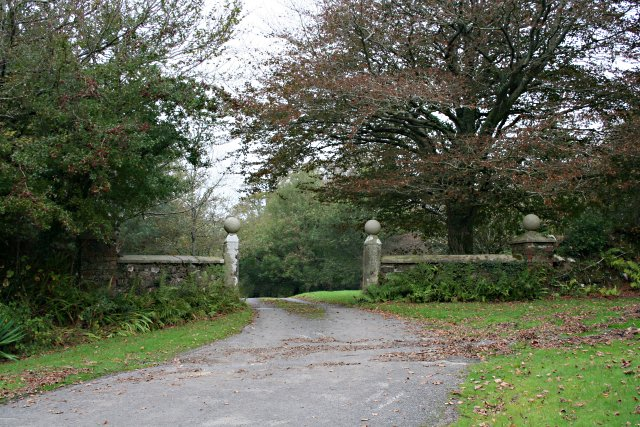
Die Zufahrt zu Lower Manaton

Lower Manaton ist ein ehemaliges Herrenhaus in Cornwall. Das als Kulturdenkmal der Kategorie Grade II geschützte Gebäude liegt in der Gemeinde South Hill nordwestlich von Callington.

## Geschichte
Das Herrenhaus war seit dem frühen 16. Jahrhundert Sitz einer Familie der niederen Gentry, die sich nach dem Anwesen Manaton nannte. Im 17. Jahrhundert wurden mehrere Mitglieder der Familie, darunter Ambrose Manaton als Abgeordnete für das House of Commons gewählt. Das heutige Herrenhaus wurde 1687 von Francis Manaton neu erbaut, wobei offensichtlich Teile eines älteren Hauses wiederverwendet wurden. Offenbar wurde das Anwesen nach dem Tod von Francis Manaton unter dessen Erben aufgeteilt und wechselte mehrfach den Besitzer. In dieser Zeit erfolgten größere Umbauten. Das Anwesen wird heute landwirtschaftlich genutzt. Am 26. November 1985 wurde es in die National Heritage List for England eingetragen.

## Anlage
Das aus Bruchstein erbaute zweigeschossige Herrenhaus besitzt ein Schieferdach. Es besteht aus einem Haupthaus mit einem kurzen Seitenflügel. An der nach Süden ausgerichteten, mit vier regelmäßigen Fensterachsen gegliederten Hauptfassade befindet sich ein eingeschossiger Eingangsvorbau. Unterhalb des Anwesens befanden sich früher vier Fischteiche, von denen einer erhalten ist. 50 m südwestlich des Herrenhauses befindet sich eine kleine heilige Quelle, die vermutlich ebenfalls 1687 errichtet wurde. Die Eingangspfeiler aus Granit an der südlichen Zufahrt zum Anwesen stammen vermutlich ebenfalls aus dem 17. Jahrhundert.